# Уэствилл (Канада)
Уэствилл (англ. Westville) — город в округе Пикту, Новая Шотландия, Канада. Уэствилл расположен непосредственно к западу от Стеллартона и примерно в четырёх километрах к юго-западу от Нью-Гласгоу, главного города в этом районе.

## История
Первоначально называвшийся Акадийской деревней (англ. Acadian Village), Уэствилл получил своё нынешнее название потому, что поселок располагался к западу от городка Альбион Майнс (англ. Albion Mines) (ныне Стеллартон). История Уэствилла тесно связана с добычей угля, и восходит к 1864 году, когда уголь был здесь впервые обнаружен. В 1866 году последовало открытие шахты «Акадия». Уэствилл, как и Стеллартон, когда-то был центром процветающей угледобывающей промышленности. На пике её развития, во время Первой мировой войны, в Уэствилле было три подземных выработки: «Черный бриллиант», «Акадия» и «Драммонд». Уэствилл пережил взрыв в шахте Драммонд 13 мая 1873 года.
Последняя действующая подземная шахта «Драммонд» была закрыта в 1970-х годах. Экстенсивная добыча угля открытым способом на участках «Драммонд» и «Акадия» велась в городе ещё в течение 1980-х и 1990-х годов компанией Pioneer Coal Limited из Антигониша.
В начале 1900-х в Уэствилле действовал самый большой к востоку от Монреаля каток с естественным ледовым покрытием.
В городе о шахтёрских корнях Уэствилла напоминает памятник шахтеру в парке Акадия.
Военный мемориал Уэствилла был создан известным скульптором Эмануэлем Ханом.
Как и во многих городах угольщиков, в Уэствилле развивались разные виды спорта. Среди горняков был очень популярен бейсбол. Одна из бейсбольных команд Уэствилла стала местным чемпионом в 1927 году. Легендарный Бэйб Рут посетил город в 1936 году и принял участие в бейсбольном матче. Город также спонсировал чемпионаты по крикету, лакроссу, футболу и хоккею.

## Демография
По данным переписи населения 2021 года, проведенной Статистическим управлением Канады, население Уэствилла составило 3540 человек, проживающих в 1567 частных домов, что на 2,4 % меньше, чем в 2016 году, когда оно достигло 3628 человек. При площади города 14,24 км² плотность населения в 2021 году составляла 248,6 человек на км².

## Инфраструктура
Помимо стандартной городской жилой застройки, на Мейн-стрите Уэствилла есть банки, магазины, рестораны. В конце Коуэн-стрит у съезда № 21 с шоссе 104, входящего в состав Трансканадского шоссе, есть обустроенная остановка для отдыха.
День Канады в Уэствилле традиционно отмечается широко. Пятидневное мероприятие включает окружную ярмарку, уличный парад и ежегодные выступления приглашенных групп.